# Alba Rohrwacher
Alba Rohrwacher (ur. 27 lutego 1979 we Florencji) – włoska aktorka, podwójna laureatka nagrody David di Donatello oraz Nastro d’argento.
Siostra włoskiej reżyser Alice Rohrwacher.

## Kariera
W 2008 otrzymała nagrodę David di Donatello dla najlepszej aktorki drugoplanowej za rolę w filmie dramatycznym Pochmurne dni w reżyserii Silvio Soldiniego. Rok później uhonorowano ją Davidem dla najlepszej aktorki pierwszoplanowej za rolę Giovanny Casali w filmie Ojciec Giovanny w reżyserii Pupiego Avati. Zdobyła również Puchar Volpiego dla najlepszej aktorki na 71. MFF w Wenecji za kreację w dreszczowcu Złaknieni (2014) w reżyserii Saverio Costanzo.
Zasiadała w jury konkursu głównego na 68. MFF w Wenecji (2011) oraz na 66. MFF w Berlinie (2016).

## Filmografia
- 2007: Pochmurne dni (Giorni e nuvole) jako Alice
- 2007: Mój brat jest jedynakiem (Mio fratello è figlio unico) jako Violetta Benassi
- 2008: Ojciec Giovanny (Il Papà di Giovanna) jako Giovanna Casali
- 2009: Człowiek, który nadejdzie (L'uomo che verrà) jako Beniamina
- 2009: Jestem miłością (Io sono l'amore) jako Elisabetta Recchi
- 2010: Samotność liczb pierwszych (La Solitudine dei numeri primi) jako Alice Della Rocca
- 2013: Ulica w Palermo (Via Castellana Bandiera) jako Clara
- 2014: Złaknieni (Hungry Hearts) jako Mina
- 2014: Cuda (Le meraviglie) jako Angelica
- 2015: Krew z mojej krwi (Sangue del mio sangue) jako Maria Perletti
- 2016: Dobrze się kłamie w miłym towarzystwie (Perfetti sconosciuti) jako Bianca
- 2017: Kobiety mojego życia (Les fantômes d'Ismaël) jako Arielle / Faunia
- 2017: The Place (The Place) jako Siostra Chiara
- 2018: Moja córka (Figlia mia) jako Angelicaa
- 2018: Szczęśliwy Lazzaro (Lazzaro Felice) jako Antonia
- 2018: Nadmiar łaski (Troppa grazia) jako Lucia
- 2019: The Staggering Girl jako Vera
- 2019: Gdyby tylko (Magari) jako Benedetta